# Every Breath You Take
Every breath you take és una cançó composta l’any 1982 pel cantant anglès Gordon Matthew Thomas, més conegut pel seu nom artístic Sting.
Va ser interpretada pel grup de rock britànic The Police i publicada el 9 de maig de 1983.
Aquesta peça pertany a l’últim àlbum del grup britànic, anomenat “Synchronicity”. Aquest disc va suposar la separació del grup, des de llavors, cadascun dels membres va continuar amb la seva trajectòria musical en solitari.

## Origen i Composició
La cançó Every Breath You Take del grup britànic va ser escrita pel vocalista Sting, composta l’any 1982 en un moment especialment dur.
Tot i que professionalment Sting gaudia d’un gran reconeixement professional, la seva vida privada es trobava en una profunda crisi sentimental.  En aquell moment, el músic estava casat amb l’actriu nord-irlandesa Frances Tomelty, amb qui havia tingut els seus dos fills Joseph Sumner i Fuchsia Catherine Sumner. El matrimoni va patir una escandalosa ruptura, convertint-se en un dels escàndols més comentats per la premsa sensacionalista del Regne Unit. Davant la pressió, Sting va decidir retirar-se del focus públic traslladant-se al Carib durant una temporada. Va ser en aquell moment en què, tal com ha explicat ell mateix va escriure “Every Breath You Take”.
En declaracions posteriors, l'artista va revelar que la composició reflectia la tensió entre l’èxit professional i el fracàs personal que vivia en aquell moment. Tot i reconèixer que la melodia era genèrica, va destacar que el més rellevant de la peça són les lletres, les quals amaguen un significat més fosc del que aparenten a primera vista.

## Lletra
“Every breath you take” va ser el seu màxim èxit, però també va marcar el final d’una etapa. “Considero que és una cançó desagradable, força malèvola. Parla de gelosia, vigilància i possessió” va afirmar Sting en una entrevista realitzada l’any 1983 durant la seva gira pels Estats Units. La cançó té un significat ambigu. El que sembla una cançó romàntica a primer cop d’ull, amaga un significat fosc i inquietant.
Després de veure la interpretació dels espectadors a aquesta cançó, Sting va dir que havia quedat desconcertat en veure quanta gent pren aquesta cançó amb un missatge positiu i romàntic, quan en realitat aquesta balada tracta sobre el control, la gelosia, la persecució i l'assetjament. Aquest missatge es veu camuflat amb una melodia suau i enganxosa. 
El músic acabava de presenciar una ruptura del seu matrimoni i en escriure aquesta peça, va veure com els gelós, el control i la pèrdua s'apoderaven dels seus pensaments. No obstant això, gairebé de manera immediata, el baixista i cantant va ser capaç d'identificar aquells sentiments negatius i, gairebé com si fos una mena de teràpia, va canalitzar-los a través d'aquesta cançó.